# Volodymyrskyj rajon
Volodymyrskyj rajon (ukrainsk: Володимирський район, tr. Volodymyr-Volynskij rajon) er en af 4 rajoner i Volyn oblast i Ukraine. Volodymyrskyj rajon er beliggende sydvestligt i oblasten. Mod vest grænser rajonen op til voivodskabet Lublin i Polen. Ligesom det er tilfældet for Kovel rajon mod nord, så dannes grænsen til Polen af floden Vestlige Bug.
Ved Ukraines administrative reform fra juli 2020 blev Volodymyr-Volynskij rajon udvidet med andre nærtliggende rajoner, og byerne Novovolynsk og Volodymyr-Volynskij kom til at indgå i rajonen. Det samlede befolkningstal for Volodymyr-Volynskij rajon er dermed 174.700.
Novovolynsk (ukrainsk: Нововолинськ) er den største by i rajonen, og den blev grundlagt i 1950 som en kulmineby i Sovjetunionen.
Rajonens administrative center-by Volodymyr (ukrainsk: Володимир) (som fra 1944 til 2021 hed Volodymyr-Volynskij) har derimod en historie, der går helt tilbage til Kijevrigets dage, idet byen er nævnt første gang i år 988 af Nestorkrøniken. Byen er opkaldt efter Vladimir 1. den Store, fyrste af Novgorod og storfyrste af Kijev, og som muligvis var født i landsbyen Budjatytji (ukrainsk: Будятичі), der ligger ganske tæt ved Novovolynsk. Fyrst Vladimir flygtede i øvrigt til Skandinavien i år 976, hvor han fik hjælp af en magtfuld familieforbindelse i Norge til at samle en hær og genindtage Novgorod med videre. Han er desuden kendt for at have indført den ortodokse kristendom i Kijevriget fra det byzantinske kejserrige. Og endelig er der den genealogiske information, at han er tiptiptipoldefar til den danske konge Valdemar den Store.